# Alexandr Gučkov
Alexandr Ivanovič Gučkov (rusky Александр Иванович Гучков; 14. říjnajul./ 26. října 1862greg., Moskva – 14. únor 1936, Paříž) byl ruský politik, předseda 3. Dumy a ministr války v ruské prozatímní vládě.

## Životopis

### Mládí
Roku 1886 vystudoval historii a filozofii na Moskevské univerzitě. Roku 1893 se stal členem Moskevské městské rady. Při jeho působení byly první stavby kanalizací. Později se stal členem železničních, vodovodních i kanalizačních institucí.
Jako zahraniční dobrovolník se zapojil do druhé búrské války. Roku 1901 byl ředitelem Moskevské banky. Lidé ho přijímali jako milého a vlídného člověka. Účastnil se rusko-japonské války.

### Politika
V roce 1905, během revoluce, založil Gučkov Svaz 17. října (tzv. Okťabristy). Předseda vlády Sergej Witte, který manifest podporoval, nabídl Gučkovovi místo ve vládě. Ten odmítl, místo něho tak získal jeho post Pjotr Nikolajevič Durnovo.
Gučkov byl stoupenec Pjotra Stolypina, jehož považoval za silného vůdce, schopného provádí reformy. Stolypin mu také nabízel několikrát působení ve vládě. Gučkov ani poté neměl zájem, ale Stolypina podporoval (však také v řadách Okťabristů působil Alexandr Stolypin, bratr Pjotra).

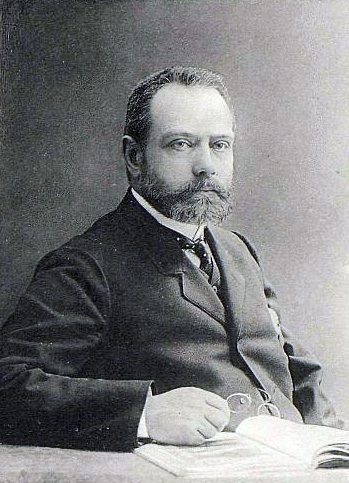
Alexandr Gučkov

### Stranická krize a první světová válka
V roce 1912 byli Okťabristé poraženi ve volbách do 4. Dumy a ztratili přes 30 křesel. V té době se jejich politický program začal radikalizovat.
Po vypuknutím první světové války se Gučkov stal hlavou Vojenskoprůmyslového spolku - organizace, vytvořené průmyslovými magnáty k účelu zásobovat armádu. V roce 1915 založil Gučkov Progresivní blok, koalici s Konstitučními demokraty.
V roce 1916 začal spolu s nezávislým průmyslníkem Michailem Tereščenkem a Kadetem Nikolajem Někrasovem přesvědčovat cara, aby se vzdal. Jeho 13letý syn Carevič Alexej by pak převzal trůn a Mikulášův bratr Michail by se stal dočasným regentem.

### Po revoluci
Po únorové revoluci se Gučkov stal ministrem války. V tomto mandátu působil až do 2. května, kdy byl nucen odstoupit po výroku neoblíbeného ministra zahraničí Miljukova o pokračování války "až do úplného vítězství". Současně se svým kolegou Michailem Rodzjankem stále usiloval o návrat do vlády. Posléze podporoval puč generála Kornilova, proto byl také zatčen, ale následující den byl propuštěn.
Po bolševické revoluci posílal Gučkov bílým finanční podporu. Před koncem občanské války emigroval do Německa. Zemřel v roce 1936 v Paříži.